# Flowers (Sweet Female Attitude)
Flowers è il singolo di debutto del duo musicale britannico Sweet Female Attitude, pubblicato il 3 aprile 2000 come primo estratto dal primo album In Person.

## Descrizione
Il singolo è stato pubblicato dall'etichetta discografica WEA, originariamente come una ballata R&B prodotta da Cuthfather & Joe (in quel periodo produttori anche dei Westlife e degli Ace of Base), e subito dopo in una versione UK garage prodotta da Sunship, nome d'arte di Ceri Evans, che ottenne un notevole successo commerciale. Il brano era scritto da Martin Green e Mike Powell e interpretato dalle due cantanti Leanne Brown e Catherine Cassidy, che subito dopo la pubblicazione della prima versione del singolo, di scarso successo, abbandonarono il progetto musicale e l'interesse verso la discografia. L'imprevisto successo del brano nella nuova versione fece loro decidere di tornare sulle scene, anche se sarebbe stato il loro unico successo commerciale.
Tra gli elementi fondamentali del brano nella versione che ottenne il successo internazionale, la rielaborazione nello stile 2steps e l'appiattimento delle note nelle strofe e la distorsione delle voci delle due cantanti in alcune parti della canzone.

## Accoglienza
Il brano che dà il titolo al singolo è considerato dalla critica come un "capolavoro" del produttore, Sunship, inserendolo tra gli esempi più importanti di UK garage insieme a Re-Rewind degli Artful Dodger insieme a Craig David e al singolo d'esordio come solista di quest'ultimo, Fill Me In, uscito anch'esso nell'aprile del 2000. A distanza di anni, la traccia è stata riscoperta dalla critica che ne ha segnalato l'influenza nella produzione di artisti di nuova generazione, come PinkPantheress e ArrDee. In particolare, il magazine di musica elettronica MixMag nel 2019 ha inserito il brano nella lista delle "40 migliori tracce UK garage dal 1995 al 2005", mentre NME sempre nello stesso anno l'ha inserita nella sua lista dei "25 principali brani UK Garage". L'emittente radiofonica londinese Capital Xtra ha inserito il brano nella lista "I migliori brani garage old school di sempre".
Il The Guardian, sempre nel 2019, tramite il giornalista Alexis Petridis inserì la canzone al sesto posto di una lista retrospettiva riguardante le "Migliori canzoni UK garage" descrivendola come "affascinante. L'UK Street Soul è stato riproposto in un nuovo stile, con tagli vocali nello stile di Todd Edwards con un ritornello accattivante e coraggioso, un'atmosfera leggera da giornata estiva". Sempre il Guardian inserì la traccia nella lista delle "Migliori canzoni dell'estate".
Commercialmente il singolo ottenne un notevole successo, raggiungendo il secondo posto della classifica britannica dei singoli e la vetta della classifica dance britannica. Nel 2018 fu certificato disco di platino con oltre 600mila copie vendute. Ottenne un buon successo anche nel resto d'Europa, passando tuttavia inosservata negli Stati Uniti proprio a causa delle sue sonorità, non apprezzate in America.

## Cover e campionamenti
Negli anni duemiladieci, il brano ha trovato una nuova popolarità tra i nuovi artisti emergenti, che hanno utilizzato il brano o parti di esso all'interno della propria produzione discografica.
Un campionamento del brano è stato utilizzato nel 2014 dal gruppo musicale femminile M.O, all'interno del brano Dance on My Own, a sua volta uscito come singolo, mentre nel 2018 il duo hip hop Krept x Konan sfruttò un campionamento per il loro brano Pour Me Another One. Nel 2021 l'artista UK garage di nuova generazione PinkPantheress utilizzò un campionamento della canzone per il singolo di debutto Pain e nello stesso anno il rapper ArrDee compose il brano Flowers (Say My Name) riprendendo ampiamente la base musicale e il ritornello della canzone dell Sweet Female Attitude, traendo ispirazione anche per il titolo.
Altri artisti hanno invece realizzato delle vere e proprie cover del brano. Il gruppo rock Bastille ha inciso una nuova versione insieme al musicista Rationale e James Arthur, inserita nel mixtape  Other People's Heartache Pt. 4 nel 2018. Nello stesso anno, una versione orchestrale è stata realizzata dalla House & Garage Orchestra insieme a Sweet Female Attitude (nel frattempo il nome del gruppo è stato rilevato da Leanne Brown, una delle due cantanti originali) per la compilation Garage Classics.
Una versione dal vivo è stata realizzata nel 2019 da AJ Tracey e Jorja Smith durante una diretta radiofonica del programma Live Lounge di BBC Radio 1, mentre nello stesso anno la cover realizzata da DJ Spoony in collaborazione con le Sugababes (ritornate in attività proprio con questo lavoro discografico e con la formazione originale) è stata pubblicata come singolo e inserita nella raccolta del disc jockey Garage Classical. Un'altra cover uscita a sua volta come singolo è stata realizzata dal produttore e dj Nathan Dawe con il rapper Jaykae e la cantante Malika. Anche questa versione, come il singolo originale, ha raggiunto la vetta della classifica dance britannica.

## Tracce
UK CD Single (WEA267CD, 8573 82751-2)
1. Flowers (Sunship Edit) – 3:49
2. Flowers (Supa' Flyas mix) – 3:36
3. Flowers (Sunship Mix) – 5:00
4. Flowers (Wackside's Tweaker mix) – 7:05

UK 12" Inch Single (WEA267T, 8573 82752 0)
1. Flowers (Sunship Mix) – 5:00
2. Flowers (Sunship vs. Chunky featuring Shado Kane) – 6:22
3. Flowers (Wackside's Tweaker mix) – 7:05

UK cassette single (WEA267C, 8573 82754 4)
1. Flowers (Sunship Edit) – 3:49
2. Flowers (Supa' Flyas mix) – 3:36
3. Flowers (Solomon's Precious mix) – 5:56
4. Flowers (Sunship vs. Chunky featuring Shado Kane) – 6:22

German maxi-CD single (Fresh Fish Records. 2000. FFCDS 09)
1. Flowers (Sunship Edit) – 3:49
2. Flowers (Sunship Mix) – 5:00
3. Flowers (Sunship vs. Chunky featuring Shado Kane) – 6:22
4. Flowers (Wackside's Tweaker mix) – 7:06
5. Flowers ((Supa' Flyas Viva mix) – 3:34

Australia maxi-CD single (8573828362, MIKK2)
1. Flowers (C&J Mix) – 3:59
2. Flowers ((Supa' Flyas Viva mix) – 3:36
3. Flowers (Sunship Edit) – 3:50
4. Flowers (Wackside's Small Tweaker radio) – 7:30
5. Flowers (Sunship Mix) – 5:00
6. Flowers (Wackside's Tweaker mix) – 7:06
7. Flowers (Solomon's Precious mix) – 5:57
8. Flowers (Sunship vs Chunky) – 6:24

## Classifiche
Classifiche settimanali
| Classifica (2000)                              | Posizione raggiunta |
| ---------------------------------------------- | ------------------- |
| Regno Unito Official Dance Singles Chart (OCC) | 1                   |
| Regno Unito Official Singles Chart (OCC)       | 2                   |
| Islanda                                        | 14                  |
| Europa (Eurochart Hot 100 Singles)             | 15                  |
| Scozia (OCC)                                   | 20                  |
| Paesi Bassi (Dutch Top 40)                     | 20                  |
| Paesi Bassi (Singles Top 100)                  | 32                  |
| Irlanda                                        | 48                  |
| Germania                                       | 85                  |

Classifiche annuali
| Classifica (2000)                        | Posizione raggiunta |
| ---------------------------------------- | ------------------- |
| Regno Unito Official Singles Chart (OCC) | 37                  |